# Croisillon (architecture)
Pour les articles homonymes, voir Croisillon.

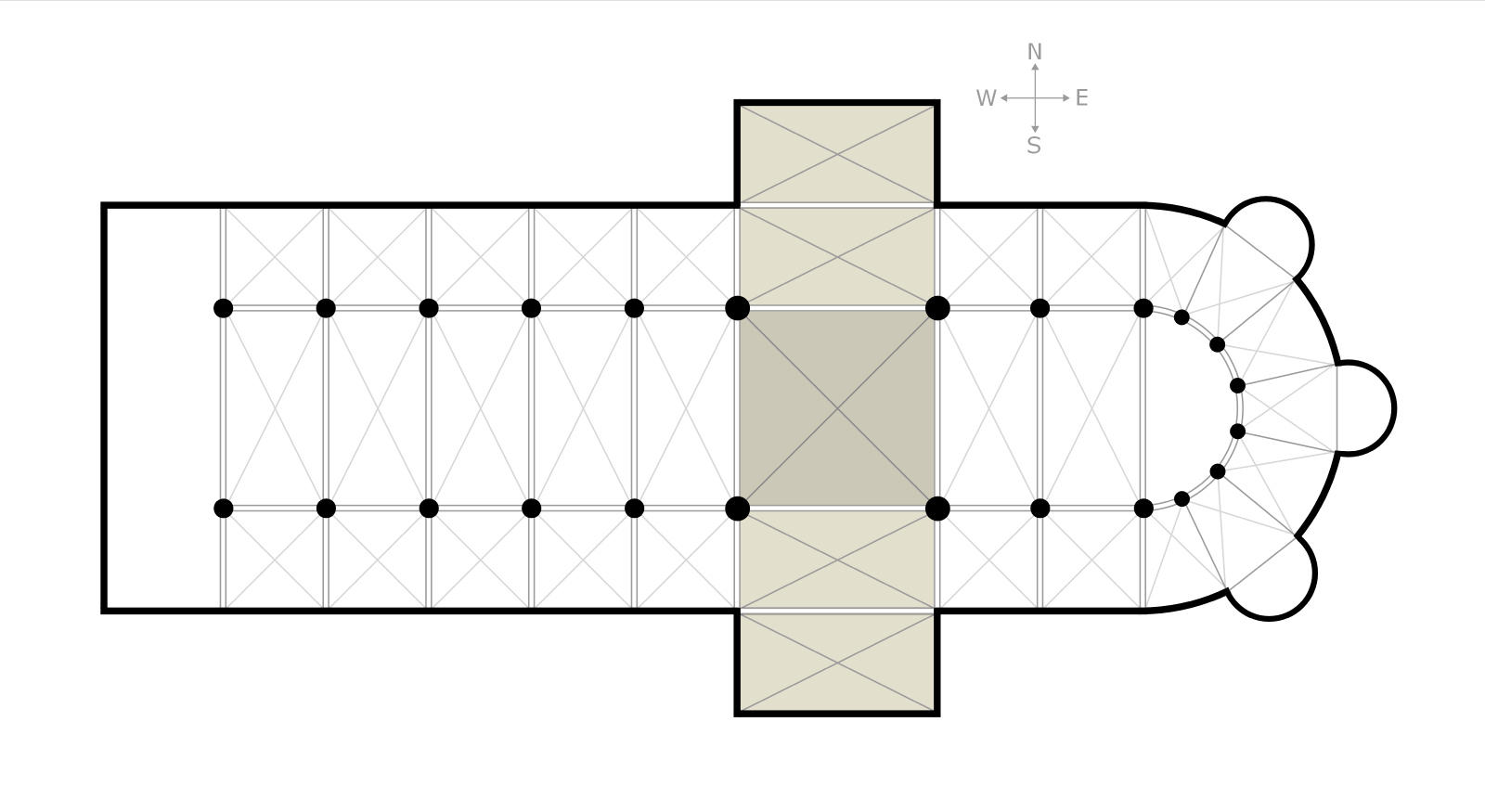
Plan type d'église avec son transept composé d'une croisée (en gris foncé) et de deux croisillons (en gris clair)

Un croisillon est en architecture l'un des deux bras du transept d'une église, perpendiculaire à la nef et au chœur. La plupart des églises étant orientées, les historiens de l'art distinguent le bras ou croisillon nord et le bras ou croisillon sud.
Le terme désigne en sculpture la ou les partie(s) horizontale(s) d'un calvaire perpendiculaire(s) à son fût : la plupart des calvaires sont à croisillon simple ou unique, mais il existe des calvaires plus complexes à plusieurs croisillons (pouvant faire songer par exemple à une croix de Lorraine).